# Āsbe Teferī
Āsbe Teferī är en ort i Etiopien.   Den ligger i regionen Oromia, i den centrala delen av landet, 230 km öster om huvudstaden Addis Abeba. Āsbe Teferī ligger 1 750 meter över havet och antalet invånare är 30 772.
Terrängen runt Āsbe Teferī är huvudsakligen kuperad, men söderut är den bergig. Runt Āsbe Teferī är det ganska tätbefolkat, med 239 invånare per kvadratkilometer. Det finns inga andra samhällen i närheten. Trakten runt Āsbe Teferī består till största delen av jordbruksmark.